# Ramanova spektroskopie
Ramanova spektroskopie je nedestruktivní spektroskopická metoda analytické chemie patřící mezi metody elektromagnetické spektroskopie. Spolu s infračervenou spektroskopií patří mezi metody tzv. vibrační molekulové spektroskopie. Ramanova spektroskopie je vhodná pro kvalitativní i kvantitativní analýzu.

## Princip
Základní princip Ramanovy spektroskopie je měření rozdílu energií tzv. vibračních hladin molekuly. Molekuly mohou vibrovat - to znamená, že se mění délka a úhel chemických vazeb mezi jednotlivými atomy. Tyto vibrace jsou kvantovány, takže různé molekulové vibrace mají přiřazenou právě jednu hodnotu energie. Molekuly v klidu se nachází na tzv. základní vibrační hladině a jejich energie je rovna energii nulových kmitů.
Ramanova spektroskopie je založena na Ramanově jevu. Tento jev si lze zjednodušeně představit jako energetický přechod molekuly mezi dvěma jejími vibračními hladinami. K těmto přechodům dochází po interakci molekuly s fotonem. Zdrojem fotonů je nejčastěji laserový paprsek. Fotony se po molekulách vzorku rozptýlí a mohou s molekulou interagovat v zásadě třemi způsoby:

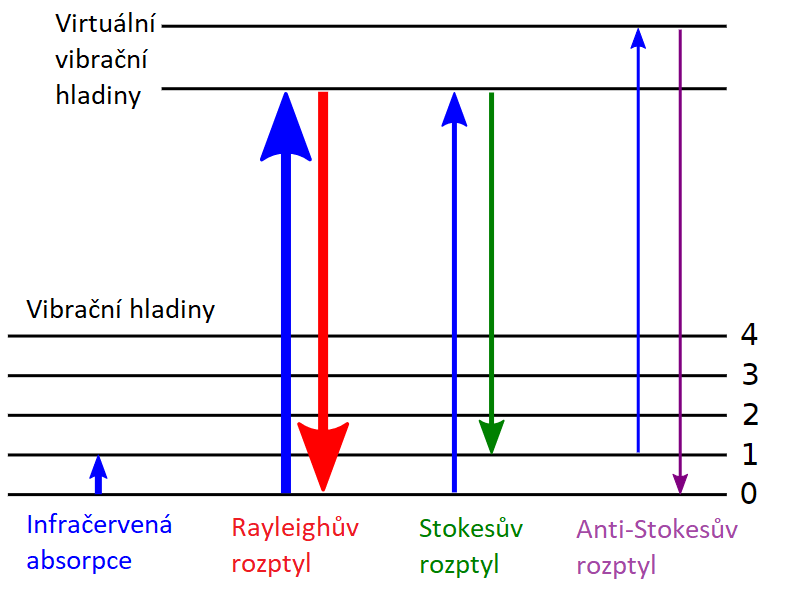
Grafické znázornění Rayleighova a Ramanova rozptylu

1. Dopadající foton předá molekule energii, ta je excitována na vyšší vibrační hladinu a při deexcitaci vyzáří rozptýlený foton o stejné energii (potažmo vlnové délce), jako měl původní foton. Rozptyl je tedy elastický. Tento jev se označuje Rayleighův rozptyl. Rayleighův rozptyl je nejpravděpodobnějším jevem, ke kterému může při interakci molekuly a fotonu dojít. Nenese ovšem žádnou analytickou informaci, protože energie původního a rozptýleného fotonu je stejná.
2. Dopadající foton předá molekule energii, ta je excitována na vyšší vibrační hladinu a při deexcitaci vyzáří rozptýlený foton o jiné energii, než měl původní foton. Molekula se tedy vrací na vyšší než základní vibrační stav. Rozptyl je tedy neelastický. Takový jev se označuje jako Stokesův rozptyl. Tento jev již nese analytickou informaci, protože energie původního a rozptýleného fotonu je jiná. Rozptýlené fotony se detekují a na základě jejich energie (vlnové délky) se provádí kvalitativní analýza - každá molekula (případně funkční skupina) má jiné hodnoty energií vibračních hladin. To znamená, že pro danou molekulu bude energie rozptýlených fotonů jiná. Stokesův rozptyl je ovšem mnohem méně pravděpodobný než Rayleighův.
3. Malá část molekul se už před interakcí s fotonem nachází v excitované vibrační hladině. Po interakci dopadajícího fotonu se taková molekula vrací na základní vibrační hladinu. Energie rozptýleného fotonu je tedy opět jiná než energie fotonu původního. Takový rozptyl se nazývá anti-Stokesův rozptyl a opět nese analytickou informaci.

Stokesův a anti-Stokesův rozptyl se souhrnně označují jako Ramanův rozptyl.
Ve skutečnosti se interakcí s fotonem molekula neexcituje na konkrétní vibrační hladinu. Po interakci s fotonem je molekula excitována na tzv. virtuální vibrační stav. Tento stav není definován kvantovým číslem, ale přesto může existovat.
Výstupem Ramanovy spektroskopie je spektrum, tedy závislost rozdílu vlnové délky rozptýlených fotonů oproti původním fotonům na odezvě detektoru.
Ramanova spektroskopie je do značné míry doplňkovou metodou k infračervené spektroskopii. Intenzivní pásy v Ramanových spektrech jsou totiž v infračervených spektrech slabé a naopak. To je způsobeno různými výběrovými pravidly pro obě metody.
- V Ramanově spektru budou silné pásy takových molekul, jejichž vibrace způsobují změnu polarizovatelnosti molekuly.
- V infračerveném spektru budou silné pásy takových molekul, jejichž vibrace způsobují změnu dipólového momentu molekuly.

## Využití

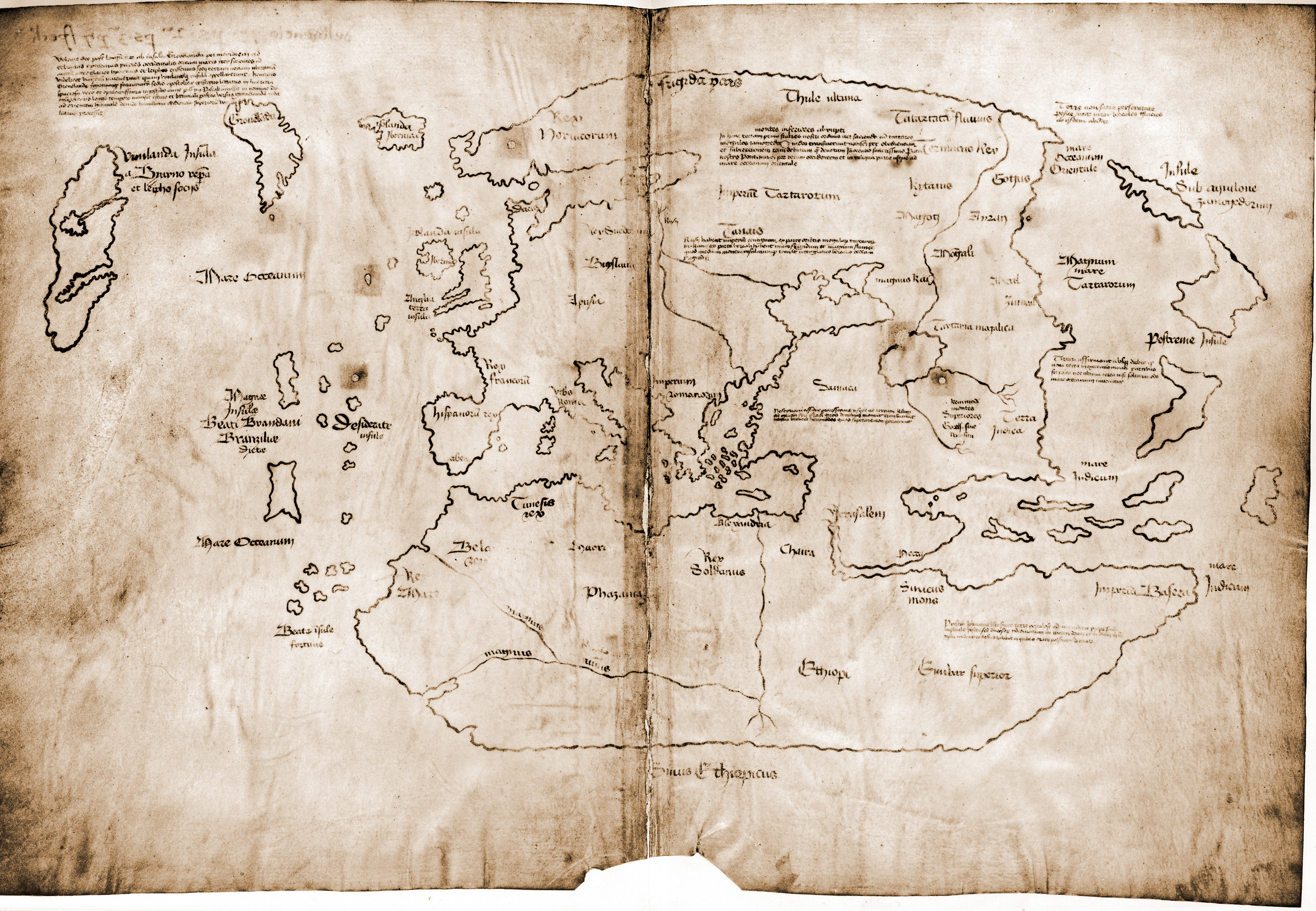
Mapa Vinlandu

Ramanovou spektroskopií je možné identifikovat anorganické i organické sloučeniny. Ve forenzní chemii se metoda uplatňuje při analýze drog a farmaceutik, barev, inkoustů i vláken. Využití našla například při ověřování pravosti mapy Vinlandu, která měla dokázat, že Vikingové byli v Severní Americe před Kolumbem. Rovněž byla využita při měření koncentrace methanolu v lihovinách v rámci methanolové aféry v ČR. Dále se používá v mineralogii při identifikaci minerálů a v ostatních oborech geologie a chemie.